# Tamás Galéria

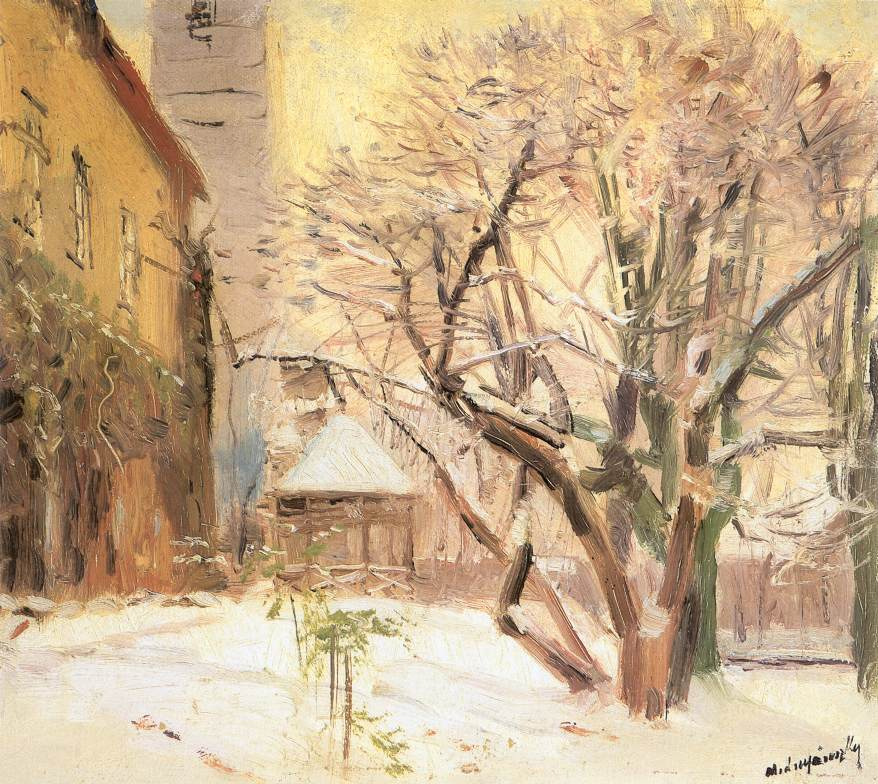
Mednyánszky László: Falu télen (1910 után)

Tamás Galéria (Budapest V. ker., Akadémia utca, működése: 1927–1944)

## Története
Tamás Henrik (1879–1960) műgyűjtő alapította. 1927-től a második világháborúig működött. Főleg a modern magyar festők műveinek kiállításával foglalkozott, azonban ez önmagában a galériát nem tartotta el, ezért képkeretezést, és német, francia, olasz reprodukciók árusítását is vállalták.
Tamás Henrik és felesége Balogh Júlia a Széchenyi és az Akadémia utca sarkán egy földszinti bérleményben nyitotta meg kiállító- és kereskedő helyiségét. Első kiállításuk 1927. október 21-én nyílt meg, saját gyűjteményükből. Sokat mond a kiállításon bemutatott képek festőinek neve: Csók István, Iványi-Grünwald Béla, Koszta József, Mednyánszky László, Réti István, Rudnay Gyula, Vaszary János. Nem csoda, hogy a kiállítást méltatta hasábjain Az Est, a Pesti Napló, a Pester Lloyd és Az Újság.
1927 karácsonyán már Rudnay Gyula, Aba-Novák Vilmos, Szőnyi István, Istókovits Kálmán rézkarcaival jelentkeztek. A két világháború közt számos csoportos és egyéni kiállításon (amelyek száma a 160-at is meghaladta), megfordult itt a magyar modern festők színe-java.
A második világháború idején is élénk kiállítási tevékenység folyt, a háború vége felé a kiállítói helyiség és a Tamás Henrik gyűjtemény nagy károkat szenvedett, a gyűjtemény számos darabja elpusztult. 1945 után szerette volna Tamás Henrik újra megnyitni a galériát, de előbb anyagi okok miatt nem tudta ezt megtenni, később a politikai körülmények lehetetlenné tették magángalériák működtetését. 

## Külső hivatkozások
- A Tamás Galéria története[halott link]